# Euprymna scolopes
Euprymna scolopes, el calamar hawaiano, es una especie de Sepiolida en la familia Sepiolidae nativa del océano Pacífico central, presente en aguas costeras poco profundas frente a las islas Hawái e islas Midway. El espécimen tipo se recolectó aguas afuera de Hawái, y se halla en el National Museum of Natural History, Washington D. C..
E. scolopes crece hasta 30 mm de longitud de manto. Una cría pesa 0,005 g y maturan en 80 días. El adulto pesa hasta 3 g.
Euprymna scolopes mantiene una estrecha colaboración con una bacteria bioluminiscente: Aliivibrio fischeri, que lo ayudan a confundirse con el entorno mientras caza de noche. Comprender bien la relación que existe entre estas bacterias y el calamar hawaiano pudiera ser útil para desarrollar nuevos tratamientos médicos.
Los depredadores nocturnos de las cristalinas aguas de las playas de Hawái detectan a sus presas al ver su silueta recortada bajo la luz de la luna y las estrellas. Pero el calamar hawaiano hace desaparecer su silueta y también su sombra: la parte de abajo del calamar se ilumina gracias a un órgano emisor de luz que alberga una colonia de bacterias bioluminiscentes. Ellas le permiten emitir una luz de la misma intensidad y longitud de onda que la iluminación del ambiente, lo que lo hace prácticamente invisible. Pero además esas bacterias contribuyen a regular los ciclos circadianos del calamar, es decir, sus periodos de actividad Y descanso. Al parecer hay otros organismos en los que las bacterias cumplen una función parecida. Por ejemplo, se ha dicho que ciertas bacterias digestivas de los mamíferos también están relacionadas con sus ciclos circadianos. Y puesto que la depresión, la diabetes, la obesidad y el insomnio pueden ser causados por alteraciones de estos ciclos, los científicos están estudiando la relación entre el calamar y las bacterias bioluminiscentes con el objetivo de crear nuevos tratamientos.